# Peter von Haselberg
Peter von Haselberg (* 14. November 1908 in Wilhelmshaven; † 17. Oktober 1994 in Frankfurt am Main) war ein deutscher Journalist des 20. Jahrhunderts. Er gilt als Entdecker von Elias Canetti, dessen Werk „Die Blendung“ er 1936 in der Frankfurter Zeitung rezensierte. Nach dem Zweiten Weltkrieg prägte er das Nachtprogramm des NWDR. Seine Beiträge waren durch ihre thematische Spannweite und von Haselbergs Sprachwitz geprägt.

## Leben
Von 1927 bis 1933 studierte von Haselberg Rechtswissenschaften, Philosophie, Soziologie und Nationalökonomie in Berlin, Köln und Frankfurt. Mit dem Machtantritt Hitlers 1933 zerschlugen sich seine akademischen Pläne. Der Senat der Goethe-Universität  erließ am 11. Juli 1933 unter Berufung auf einen Erlass des Preußischen Ministerium für Wissenschaft, Kunst und Volksbildung vom 29. Juni 1933 ein Urteil, durch das Eva Reichwein, von Haselberg und Erich Gerlach vom weiteren Universitätsstudium ausgeschlossen wurden, „weil die Angeschuldigten sich in den letzten Jahren während ihrer Zugehörigkeit zur Universität im kommunistischen Sinne betätigt haben“.
Von Haselbergs bei Hans Kelsen eingereichtes Promotionsmanuskript („Die Staatstheorie des Nationalsozialismus“) wurde zurückgegeben und vernichtet. Er wurde zunächst Volontär bei der „Vossischen Zeitung“ und war ab 1934 Redakteur bei der Frankfurter Zeitung. 1936 begann er mit Berichterstattung über spanischen Bürgerkrieg und erregte die Aufmerksamkeit von Reichspropagandaminister Goebbels. Es folgten Verhöre durch die Gestapo und der Ausschluss aus der Reichspressekammer. Er wurde arbeitslos und begann eine Ausbildung für alkoholfreie Früchteverwertung in Plön. 1937 wanderte er nach Argentinien aus. 1938 Heirat mit Mathilde Merton. In den Folgejahren war er politischer Berater, Wirtschaftskorrespondent, Autor und Übersetzer wissenschaftlicher und belletristischer Bücher ins Spanische und zeugte vier Söhne.
1949 kehrte er nach Deutschland zurück und begann eine freie schriftstellerische Tätigkeit für Zeitungen, Zeitschriften und deutsche Rundfunkanstalten. Daneben war er zeitweise Redaktionsgeschäftsführer der Frankfurter Studentenzeitung „Diskus“, die er im Auftrag von Horkheimer (damals Universitätsrektor) gründete, literarischer Verlagslektor der Deutschen Buchgemeinschaft, Darmstadt und  Leiter einer Informationsstelle der Max-Planck-Gesellschaft, die in Frankfurt am Main zwischen 1969 und 1971 bestand.
Neben der Freundschaft mit Hans Mayer nahm von Haselberg während der Studienzeit engere Beziehungen zu Max Scheler, Nicolai Hartmann, Helmuth Plessner, Leopold von Wiese, Alfred Müller-Armack, Erwin von Beckerath, Max Horkheimer, Paul Tillich, Theodor W. Adorno, Hugo Sinzheimer und Karl Mannheim auf.

## Wirken
Wissenschaftlich trat er hervor durch Mitarbeit an der Gruppenstudie des Frankfurter Instituts für Sozialforschung.  1953 erschien eine neue Fassung der Untersuchung über Verhaltensweisen gegenüber dem Schuldgefühl sowie Studien über die wachsende Wirkung der Konsumsphäre auf die Organisation der Gesellschaft, vor allem in der Verdrängung der hergebrachten moralischen, religiösen und pädagogischen Normen. Diese Studien orientieren sich anfänglich an den Arbeiten des amerikanischen Soziologen Thorstein Veblen. Peter von Haselberg übersetzte Veblens Hauptwerk „Theorie of the Leisure Class“ – deutsch „Theorie der feinen Leute“ – und macht Veblens Werk in Deutschland bekannt.
Der Schwerpunkt der journalistischen Tätigkeit Haselbergs liegt beim Hörfunk. In eintausend Essays, Features, Analysen, Kommentaren, Rezensionen, Glossen, Interviews und Diskussionen griff Peter von Haselberg politische Fragen, kulturelle Entwicklungen und kontroverse Diskussionen der zweiten Hälfte des 20. Jahrhunderts in Deutschland auf. Die Originalität der Beiträge beruht ganz wesentlich auf seine persönliche Bekanntschaft mit bedeutenden Zeitgenossen.

## Werke

### Themen (Auswahl)
- Totale Mobilmachung der Sprache – zu Martin Heideggers Buch „Holzwege“ (1950)
- Der Flaneur ist der Müßiggänger des Fortschritts (1951)
- Ist Franz Kafka ein deutscher oder ein jüdischer Dichter? – Gespräch mit Max Brod (1954)
- Automation: Ängste, Hoffnungen und die Sache selbst (1957)
- Operations research – eine neue Wissenschaft: Der Generalstab organisiert die Gesellschaft (1958)
- Der weiße Fleck – Selbstporträt eines Nationalsozialisten (1962)
- Es war ein „guter Krieg“ – Zeitzeugen-Berichte über Amerika im Zweiten Weltkrieg (1989)

### Radio-Features
- Europa von Westen gesehen – Rückt Amerika in den Mittelpunkt der Welt? – 1951/NDWR
- Woraus besteht eine Stadt – Gespräch mit dem Architekten Ferdinand Kramer – 1955/NWDR
- Die Jugend war immer so – 1957/WDR
- Das elende Ende – Franz Kafkas Protest gegen den Mythos des Todes – 1959/NDR
- Der Virtuose im Labyrinth (Franz Kafka) zusammen mit Klaus Wagenbach – 1959/NDR
- Gelenkte Literatur – Tradition, Arbeitsweise und Gesichts der Buchgemeinschaften zus. mit Klaus Wagenbach – 1959/Hessischer Rundfunk
- Hat nur bezahlte Arbeit Wert? – Jenseits der Grenzen unserer Wirtschaftspolitik zus. mit Eberhard Moths – 1977/NDR
- Die Staatsschreiber – Selbstdarstellung der Bundesregierung – das neueste Massenmedium zus. mit Eberhard Moths – 1978/WDR
- Wer soll das bezahlen?- Vom Nulltarif zum Ölteppich – ungesicherte Haftung bei Katastrophen, zus. mit Eberhard Moths – 1979/WDR

### Schriften
- Ein Roman-Experiment – Rezension von Elias Canettis „Die Blendung“, in: Frankfurter Zeitung, 12. April 1936, Literaturblatt, S. 18
- Funktionalismus und Irrationalität – Studien zu Thorstein Veblens „Theory of the Leisure Class“, Frankfurter Beiträge zur Soziologie, Band 12,  Europäische Verlagsanstalt,  1962
- Theodor. W. Adorno: Über die geschichtliche Angemessenheit des Bewusstseins, Gespräch mit Peter von Haselberg, in: Akzente, Nr. 12, Juni 1964, Hanser, S. 487 ff.
- Die Kunst und die Gesetze der Konsumgesellschaft, Vortrag, Hochschule für Bildende Künste Braunschweig, 1965
- Der Deutsche Walter Benjamin, in: Merkur 361, 1978, S. 592 ff.
- mit Eberhard Moths: Am Ende einer Diktatur. Zur Ratlosigkeit ökonomischen Denkens, Hanser, 1978
- Schuldgefühle. Postnazistische Mentalitäten in der frühen Bundesrepublik. Eine Studie aus dem Gruppenexperiment am Institut für Sozialforschung. Herausgegeben von Michael Becker, Dirk Braunstein und Fabian Link, Frankfurt a. M.: Campus, 2020.